# Phyllodactylus delcampoi
Espèce
Synonymes
- Phyllodactylus delcampi Mosauer, 1936

Statut de conservation UICN

 LC  : Préoccupation mineure
Phyllodactylus delcampoi est une espèce de geckos de la famille des Phyllodactylidae.

## Répartition
Cette espèce est endémique du Guerrero au Mexique.

## Étymologie
Cette espèce est nommée en l'honneur de Rafael Martín del Campo y Sánchez.

## Publication originale
- Mosauer, 1936 : Description of a new Phyllodactylus from Mexico, with remarks on the status of P. tuberculosus. Copeia, vol. 1936, no 3, p. 141-146.